# Тонкедек
Тонкеде́к (фр. Tonquédec, брет. Tonkedeg) — коммуна во Франции, находится в регионе Бретань. Департамент — Кот-д’Армор. Входит в состав кантона Бегар. Округ коммуны — Ланьон.
Код INSEE коммуны — 22340.

## География
Коммуна расположена приблизительно в 430 км к западу от Парижа, в 145 км северо-западнее Ренна, в 50 км к западу от Сен-Бриё.

## Население
Население коммуны на 2016 год составляло 1183 человека.
| 1962 | 1968 | 1975 | 1982 | 1990 | 1999 | 2008 | 2016 |
| ---- | ---- | ---- | ---- | ---- | ---- | ---- | ---- |
| 804  | 958  | 865  | 1045 | 1061 | 1063 | 1064 | 1183 |

## Администрация
| Период | Период | Фамилия             | Партия                  | Примечания      |
| ------ | ------ | ------------------- | ----------------------- | --------------- |
| 1977   | 1989   | Пьер Ле Манак       | Социалистическая партия | фермер          |
| 1989   | 2008   | Ив Ле Фюстек        | Социалистическая партия |                 |
| 2008   | 2014   | Жан-Ив Прижан       | Социалистическая партия |                 |
| 2014   |        | Жан-Клод Ле Бюзюлье |                         | предприниматель |

## Экономика
В 2007 году среди 705 человек в трудоспособном возрасте (15—64 лет) 542 были экономически активными, 163 — неактивными (показатель активности — 76,9 %, в 1999 году было 73,1 %). Из 542 активных работали 489 человек (257 мужчин и 232 женщины), безработных было 53 (30 мужчин и 23 женщины). Среди 163 неактивных 34 человека были учениками или студентами, 74 — пенсионерами, 55 были неактивными по другим причинам.

## Достопримечательности
- Замок Тонкедек[фр.] (XIV век). Исторический памятник с 1862 года[8]
- Дом 1730 года. Исторический памятник с 2007 года[9]
- Церковь Св. Петра (XV век)
- Часовня Св. Гильды

## Города-побратимы
- Корофин (Ирландия, с 1999)[10]

## Фотогалерея

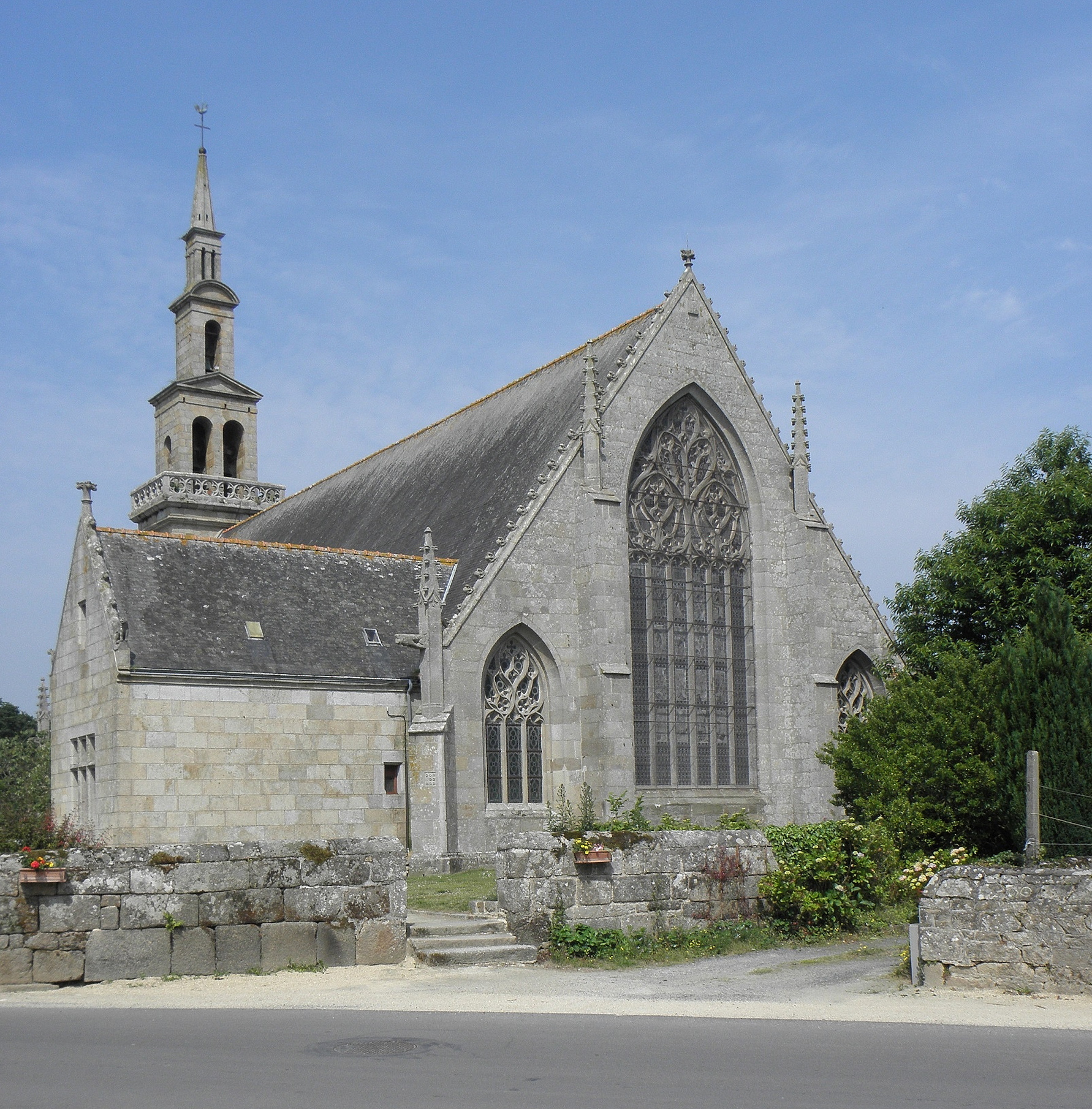
Церковь Св. Петра
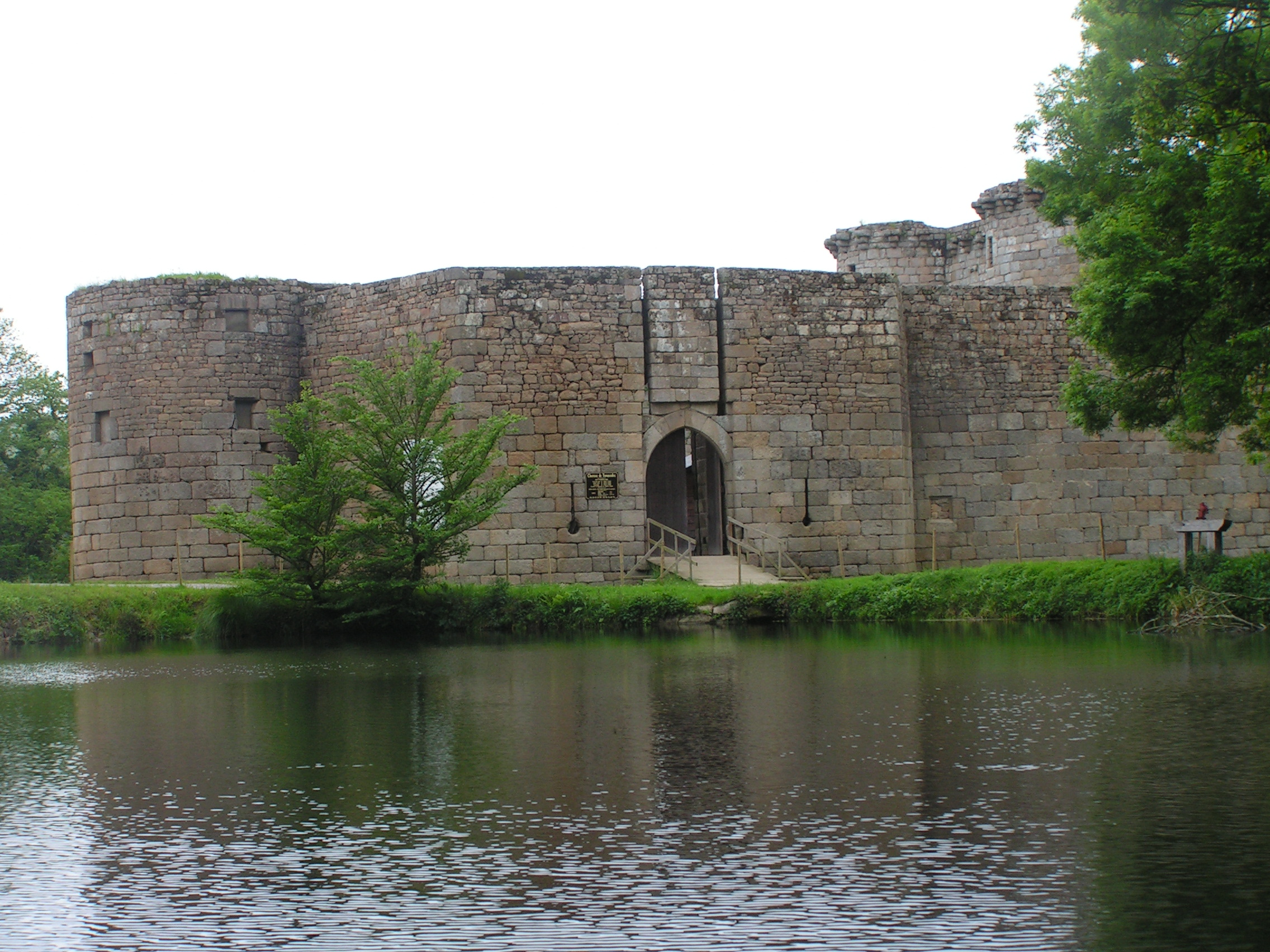
Замок Тонкедек
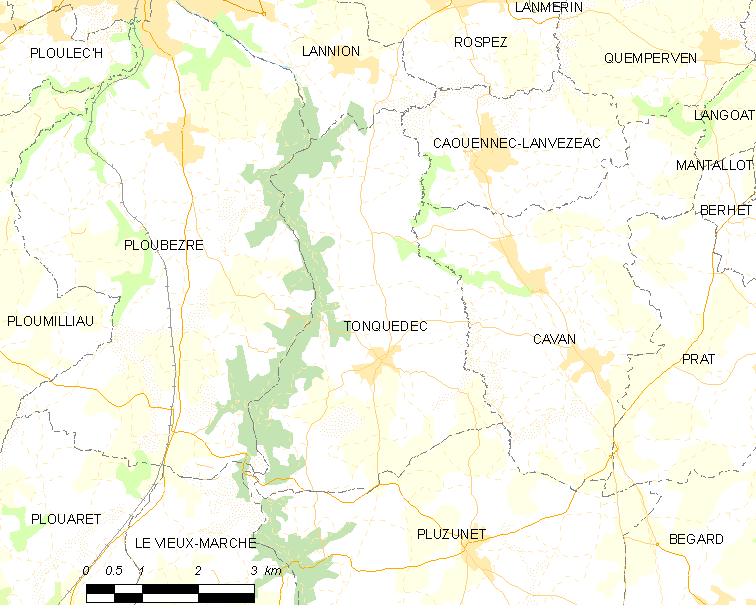
Карта коммуны